# Mlava
Die Mlava (serbisch-kyrillisch Млава) ist ein Fluss im Nordosten von Serbien.

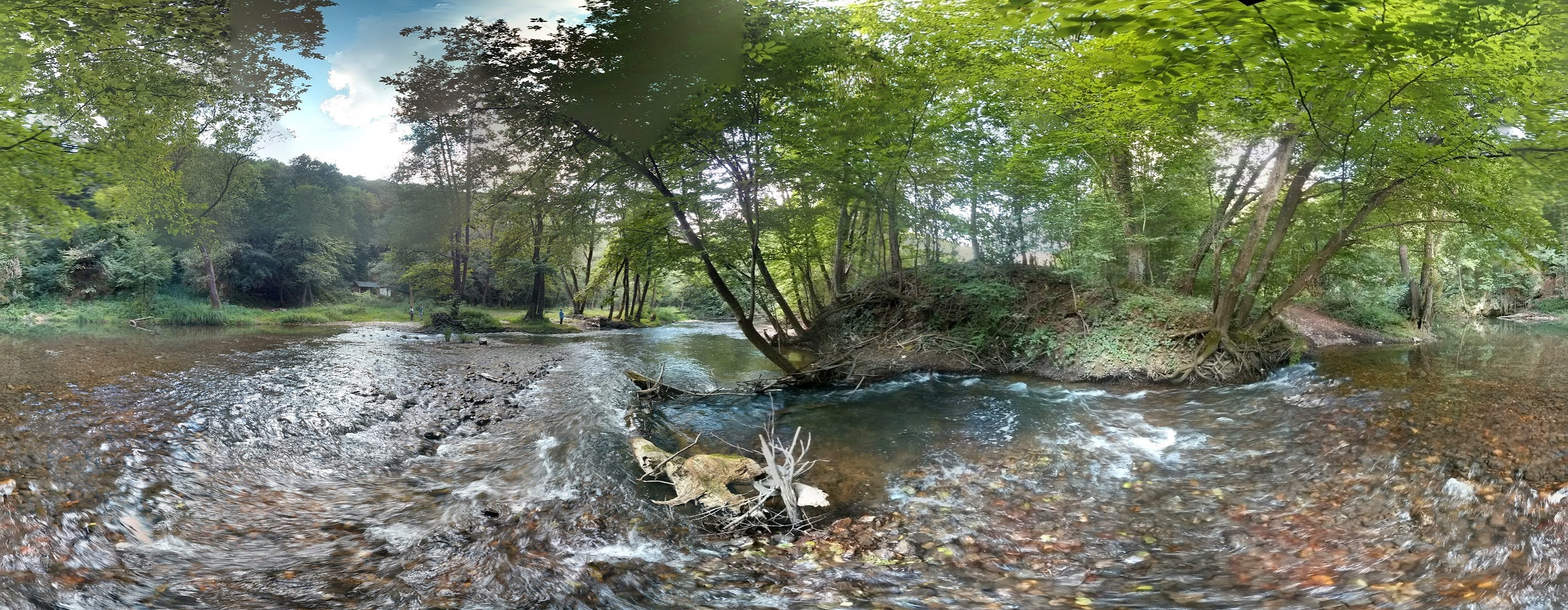
Die Mlava im Gornjak.

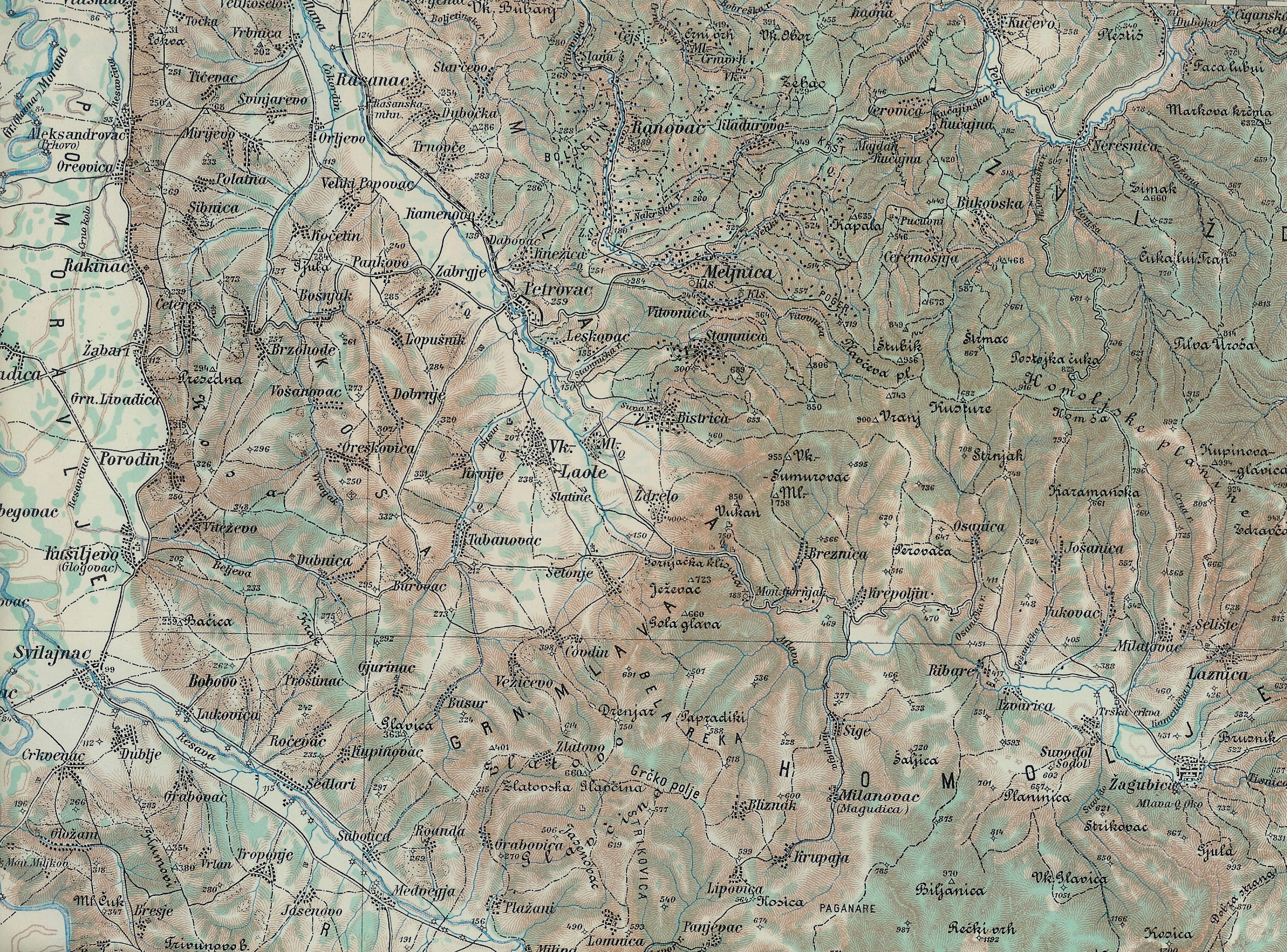
Die Quelle der Mlava liegt südlich von Žagubica (rechts unten), ca. 1912.

Die Mlava entspringt bei Žagubica aus einer starken Karstquelle. Dort mündet auch ihr Quellfluss Tisnica. Dieser Bach entspringt in den Homolje-Bergen am Berg Veliki Krš. Die Mlava ist einschließlich dieses Quellflusses ca. 160 km, ohne ihn 120 km lang. Ihr Einzugsgebiet beträgt ungefähr 1800 km². An der Mündung fließen in der Mlava ca. 10 m³/s.
Nach Žagubica fließt die Mlava durch ein Becken (Polje) vorbei an den Siedlungen Izvarica und Ribare. Rechte Zuflüsse sind die Kamenička und die Jošanička, von links Suvido und Krupaja.
Nach Ribare durchschneidet die Mlava einen Bergzug in einem engen Tal, der Gornjačka klisura, welches sich in seiner Mitte bei Krepoljin zu einer kleinen Ebene erweitert. An diesem Lauf des Flusses liegt das Kloster von Gornjak, danach Ždrelo, Malo Laole, Veliko Laole und Petrovac na Mlavi. Ab Ždrelo weitet sich das Tal zum Unterlauf.
Im Unterlauf ist das Tal der Mlava durch den Höhenrücken Kosa vom Tal der Morava getrennt, westlich dieser Höhen liegt der Hauptort des Bezirkes Braničevo, die Stadt Požarevac. Rechte Nebenflüsse am Unterlauf sind Stamnicka und Boljetinska, linke Nebenflüsse sind Busur und Cokordin. Am Unterlauf liegen Kamenovo, Trnovče und Rašanac, Malo Crniċe, Veliko Crniċe, Salakovac, Trnjane, Nabrađe, Bubušinac, Bratinac, Maljurevac und Bradarac/Bradarci.

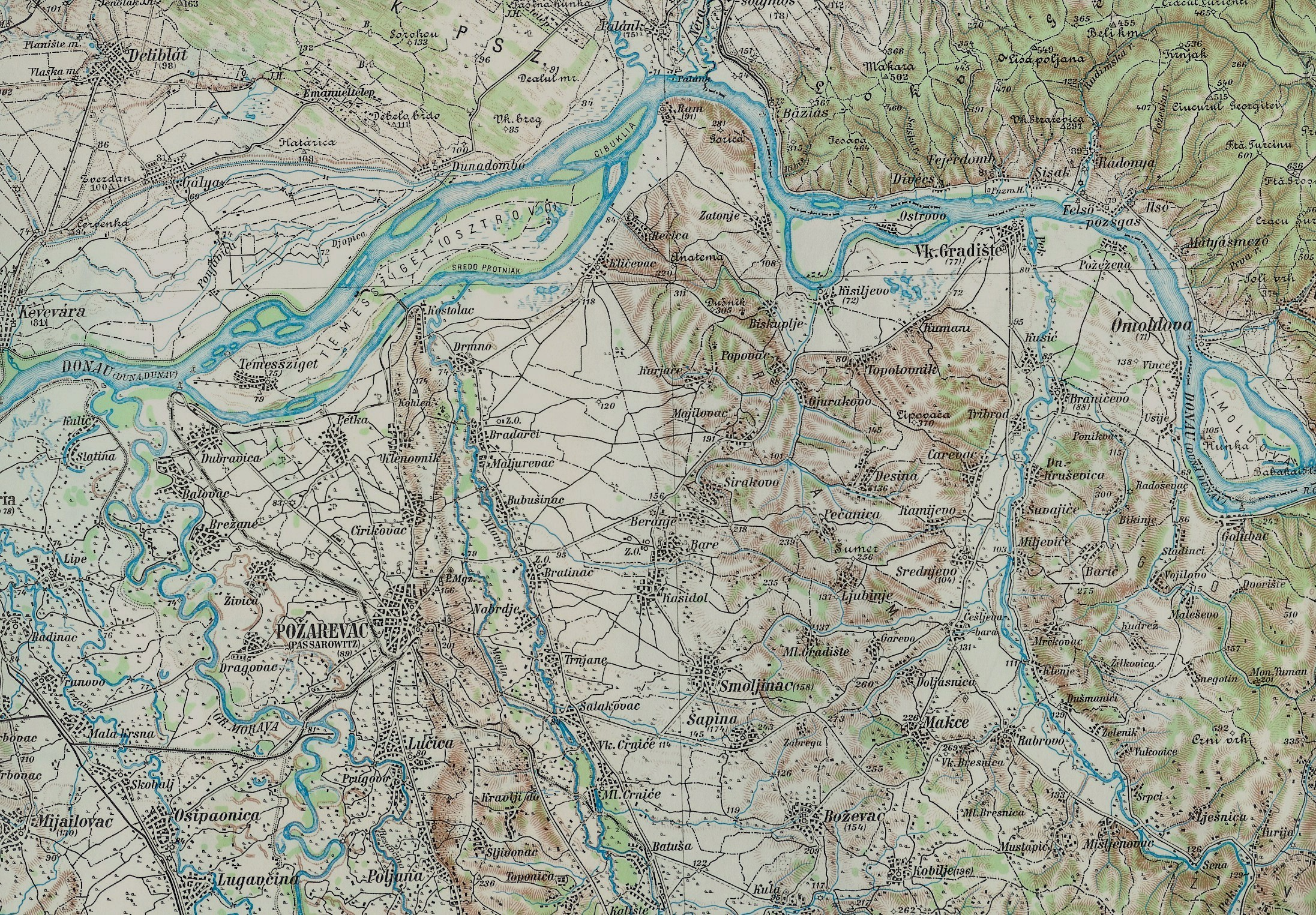
Die Mlava mündet östlich der Morava in die Donau.

Ein rechter Zufluss am Unterlauf ist die Vitovnica.
Die Mlava mündete ursprünglich in den Nebenarm der Donau Dunavac. Die Donau ist an der Mündung der Mlava zum Djerdapsee am Eisernen Tor aufgestaut.
In der Nähe der Mündung der Mlava in die Donau liegen die Orte Drmno und Kostolac. Sie gehören zum Kohlebergbaugebiet um Kostolac.
Bei Kostolac liegt auch das Ausgrabungsgebiet der römischen Festung Viminacium. Dieser Ort war ein Stützpfeiler der römischen Verteidigung gegen die von Norden kommenden Eroberer in der Zeit der Völkerwanderung. Sie wurde um 440 von den Hunnen, um 586 von den Awaren zerstört, 599 gelang den Römern nördlich dieser Stadt im Rahmen der Balkanfeldzüge des Maurikios ein Sieg über die Awaren.
Koordinaten: 44° 44′ 40″ N, 21° 15′ 0″ O